# Парк-Гілл (Оклахома)
Парк-Гілл (англ. Park Hill) — переписна місцевість (CDP) в США, в окрузі Черокі штату Оклахома. Населення — 3193 особи (2020).

## Географія
Парк-Гілл розташований за координатами 35°51′17″ пн. ш. 94°57′10″ зх. д. / 35.85472° пн. ш. 94.95278° зх. д. (35.854817, -94.952783).  За даними Бюро перепису населення США в 2010 році переписна місцевість мала площу 90,44 км², з яких 89,10 км² — суходіл та 1,34 км² — водойми.

## Демографія
Згідно з переписом 2010 року, у переписній місцевості мешкало 3909 осіб у 1260 домогосподарствах у складі 986 родин. Густота населення становила 43 особи/км².  Було 1437 помешкань (16/км²).
Расовий склад населення:
| - 43,4 % — білих - 40,3 % — корінних американців - 1,3 % — чорних або афроамериканців - 0,1 % — вихідців з тихоокеанських островів - 0,1 % — азіатів - 4,0 % — осіб інших рас |

До двох чи більше рас належало 10,8 %. Частка іспаномовних становила 6,9 % від усіх жителів.
За віковим діапазоном населення розподілялося таким чином: 30,8 % — особи молодші 18 років, 59,0 % — особи у віці 18—64 років, 10,2 % — особи у віці 65 років та старші. Медіана віку мешканця становила 28,8 року. На 100 осіб жіночої статі у переписній місцевості припадало 96,2 чоловіків;  на 100 жінок у віці від 18 років та старших — 93,8 чоловіків також старших 18 років.
Середній дохід на одне домашнє господарство  становив 48 247 доларів США (медіана — 39 485), а середній дохід на одну сім'ю — 52 711 долар (медіана — 41 409). Медіана доходів становила 27 314 долари для чоловіків та 27 540 доларів для жінок. За межею бідності перебувало 25,2 % осіб, у тому числі 40,9 % дітей у віці до 18 років та 6,7 % осіб у віці 65 років та старших.
Цивільне працевлаштоване населення становило 1461 осіб. Основні галузі зайнятості: освіта, охорона здоров'я та соціальна допомога — 31,1 %, мистецтво, розваги та відпочинок — 14,0 %, публічна адміністрація — 13,4 %.